# Kolonia Poturzyn
Kolonia Poturzyn – część wsi Poturzyn w Polsce, położona w województwie lubelskim, w powiecie tomaszowskim, w gminie Telatyn.
W latach 1975–1998 Kolonia Poturzyn położona była w województwie zamojskim.
Wierni Kościoła rzymskokatolickiego należą do parafii Przemienienia Pańskiego w Nowosiółkach.